# ライン・マイン (列車)

1957年時点のTEE網におけるライン・マイン（赤）。薄青はTEEサフィール。

ライン・マイン(Rhein-Main)、後に改名してヴァン・ベートーヴェン(Van Beethoven)は、オランダのアムステルダムとドイツ（西ドイツ）のボン、フランクフルト・アム・マインあるいはニュルンベルクを結んでいた国際列車である。
1953年にドイツ連邦鉄道（西ドイツ国鉄）の国内列車「ライン・マイン」として運行を開始し、1956年からは国際列車となった。1972年に「ヴァン・ベートーヴェン」と改名、1983年に廃止された。1957年から1979年まではTEEであり、その後はインターシティとなった。なお「ヴァン・ベートーヴェン」という名前は、ドイツ国内のインターシティの列車名として1985年から中断を挟みつつ2002年まで用いられていた。
列車名「ライン・マイン」は沿線の2つの川（ライン川とその支流マイン川）に因む。改名後の「ヴァン・ベートーヴェン」はボン出身の作曲家ルートヴィヒ・ヴァン・ベートーヴェンに由来する。

## 歴史

### F-Zug
「ライン・マイン」は1953年5月17日、フランクフルト・アム・マインとドルトムントをマインツ、コブレンツ、ボン、ケルン、デュッセルドルフなどを経由して結ぶ西ドイツ国鉄の特急列車(Fernzug, F-Zug)として運行を開始した。これはこの時登場した12往復の気動車特急列車"FT-Zug"の一つであった。1954年夏のダイヤ改正からは、この改正で新設されたドルトムント - オーステンデ間のF-Zugサフィールとケルン中央駅で接続するようになり、フランクフルトとベルギー、さらにはオーステンデから船舶連絡でイギリスを結ぶ役割を担うようになった。
1956年6月3日には運行区間をフランクフルト - アムステルダム間に変更して国際列車となった。

### TEE
1957年6月2日のTEE発足とともに、「ライン・マイン」はTEEの一列車となった。このころフランクフルト - アムステルダム間の所要時間は5時間50分台であったが、1960年には5時間10分台にまで短縮されている。
1958年6月1日からは、TEE「サフィール」が運行区間をフランクフルト - オーステンデ間に変更したことに伴い、アムステルダム行「ライン・マイン」はフランクフルト - ケルン間でサフィールと連結して運転されるようになった。ただしフランクフルト行の「ライン・マイン」と「サフィール」は別の列車として運行された。1959年5月31日のダイヤ改正でサフィールがヴィースバーデン経由に変更されたことにより、この併結運転は打ち切られた。
1966年にオーバーハウゼン - アーネム間が電化されたことで、「ライン・マイン」の走行経路は全線電化された。これを受けて1967年5月28日からライン・マインは電気機関車牽引の客車列車となった。1970年にはフランクフルト - アムステルダム間の所要時間が5時間を切り、表定速度は100km/hに達した。
1971年夏のダイヤ改正でTEEの列車番号の付け方が変わり、「ライン・マイン」はそれまでアムステルダム行が奇数、フランクフルト行が偶数だったのが逆（アムステルダム行 : TEE22、フランクフルト行 : TEE23）となっている。

### インターシティ網の一部に

（青）ライン・マイン/ヴァン・ベートーヴェン
（薄赤）IC1号線、TEEレンブラント（アムステルダム - ミュンヘン）
（薄青）IC2号線
（薄緑）IC3号線
（薄黄）IC4号線

1971年9月26日のダイヤ改正で西ドイツ国鉄はインターシティ(IC)の創設を中心とする長距離列車網の改革を行ない、「ライン・マイン」などのTEEも西ドイツ国内においてはインターシティ網の一部と位置づけられるようになった。
アムステルダム発の「ライン・マイン」の終点はボンに変更された。フランクフルトへはケルンまたはボンで後続のTEEサフィール（ブリュッセル → フランクフルト）へ乗り換えが必要となり、所要時間は直通の場合と比べ8分増加した。これはボン - フランクフルト間の乗車率が低かったため「サフィール」との重複を避けるとともに、車両を国内インターシティと共通の運用として効率を上げるためでもあった。
フランクフルト発の「ライン・マイン」はフランクフルト - ケルン間でIC2号線（ミュンヘン - フランクフルト - ケルン - ハノーファー）の一部とされた。ただしIC2号線は本来フランクフルト - コブレンツ間はヴィースバーデン経由であるが、「ライン・マイン」とフランクフルト行「サフィール」のみは例外でマインツを経由した。ケルン中央駅ではIC2号線の「ポルタ・ヴェストファリカ」（Porta Westfalica, ボン → ハノーファー）およびIC1号線の「パトリツィア」（Patrizier, ケルン → ハンブルク）へ乗り換えが可能であった。
1972年5月28日からは、列車名が「ヴァン・ベートーヴェン」と改められた。変わったのは名前のみでダイヤや使用車両、列車番号はそのままである。
1976年5月30日には、アムステルダム発の「ヴァン・ベートーヴェン」(TEE 23)の時刻が約2時間繰り上げられ、終着駅はニュルンベルクに変更された。ケルン - ニュルンベルク間のダイヤはIC2号線のインターシティ「アドラー(Adler)」を置き換えるものであった。ヴィースバーデン中央駅とフランクフルト中央駅で二度の方向転換が行なわれた。
1978年5月28日から、西ドイツ国鉄はIC2号線のICの一部に二等車を連結するようになった。アムステルダム発のヴァン・ベートーヴェン(TEE 23)はTEE扱いなのはフランクフルトまでとなり、フランクフルト - ニュルンベルク間は二等車を含む同名のインターシティ(IC 23)となった。ただしアムステルダムからニュルンベルクまで直通する客車は1両のみであった。

### 一二等インターシティ
1979年5月27日から「ヴァン・ベートーヴェン」は全区間で二等車を含む列車となり、TEEではなくなった。運行区間は双方向ともアムステルダム - フランクフルト間となったが、アムステルダム発列車はヴィースバーデン経由、フランクフルト発列車はマインツ経由なのはTEE時代と同様である。
1983年5月29日のダイヤ改正でオランダ・ドイツ間の国際列車が再編された。この時「ヴァン・ベートーヴェン」は廃止され、ほぼ同じダイヤをIC「レンブラント」（同改正まではアムステルダム - ミュンヘン間のTEE）が引き継いだ。
ヴァン・ベートーヴェンという列車名は、その後以下のドイツ国内インターシティに用いられている。
- 1985年6月2日 - 1986年5月31日 : ドルトムント - コブレンツ
- 1986年6月1日 - 1988年5月28日 : ドルトムント - ミュンヘン
- 1988年5月29日 - 1991年6月1日 : ドルトムント - コブレンツ
- 1992年5月31日 - 1993年5月22日 : ボン - ベルリン
- 1999年9月26日 - 2002年12月14日 : ドルトムント - ミュンヘン

### 現況
2002年からアムステルダム - フランクフルト間にはケルン-ライン＝マイン高速線経由の直通ICEが運行されている。2009年-10年冬ダイヤではアムステルダム中央駅とフランクフルト中央駅の間に約6往復（曜日により異なる）のICEがあり、そのほかにフランクフルト空港駅経由のアムステルダム - バーゼル間のICE1往復がある。アムステルダム中央駅 - フランクフルト中央駅間の所要時間は3時間56分である。

### 年表
- 1953年5月17日  : F-Zug「ライン・マイン」、フランクフルト・アム・マイン - ドルトムント間で運行開始。
- 1956年6月3日 : フランクフルト - アムステルダム間の国際列車となる。
- 1957年6月2日 : TEEとなる。
- 1967年5月28日 : 客車列車化。
- 1971年9月26日 : アムステルダム発のTEEライン・マインはボン終点になる。
- 1972年5月28日 : 「ヴァン・ベートーヴェン」と改名。
- 1976年5月30日 : アムステルダム発の列車はニュルンベルク行となる。
- 1978年5月28日 : フランクフルト - ニュルンベルク間はインターシティ扱いとなる。
- 1979年5月27日 : アムステルダム - フランクフルト間の一二等インターシティとなる。
- 1983年5月28日 : 廃止。

## 停車駅一覧
TEE時代のライン・マイン、ヴァン・ベートーヴェンの停車駅は以下の通り。
| 国       | 駅名                                         | 1957年6月2日- | 1965年5月30日 | 1971年9月26日 | 1971年9月26日 | 1976年5月30日 - | 1976年5月30日 - | 1978年5月28日- | 1978年5月28日- |
| -------- | -------------------------------------------- | ------------- | ------------- | ------------- | ------------- | --------------- | --------------- | -------------- | -------------- |
| オランダ | アムステルダム中央駅                         | ●             | ●             | ●             | ●             | ●               | ●               | ●              | ●              |
| オランダ | ユトレヒト中央駅 Utrecht Centraal            | ●             | ●             | ●             | ●             | ●               | ●               | ●              | ●              |
| オランダ | アーネム駅 Arnhem                            | ●             | ●             | ●             | ●             | ●               | ●               | ●              | ●              |
| 西ドイツ | エメリッヒ駅 Emmerich                        | ●             | ●             | ●             | ●             | ●               | ●               | ●              | ●              |
| 西ドイツ | オーバーハウゼン中央駅 Oberhausen Hbf        | ●             | ｜            | ｜            | ｜            | ｜              | ｜              | ｜             | ｜             |
| 西ドイツ | デュースブルク中央駅                         | ●             | ●             | ●             | ●             | ●               | ●               | ●              | ●              |
| 西ドイツ | デュッセルドルフ中央駅                       | ●             | ●             | ●             | ●             | ●               | ●               | ●              | ●              |
| 西ドイツ | ケルン中央駅                                 | ●             | ●             | ●             | ●             | ●               | ●               | ●              | ●              |
| 西ドイツ | ボン中央駅 Bonn Hbf                          | ●             | ●             | ●             | ●             | ●               | ●               | ●              | ●              |
| 西ドイツ | コブレンツ中央駅 Koblenz Hbf                 | ●             | ●             |               | ▲             | ●               | ●               | ●              | ●              |
| 西ドイツ | マインツ中央駅 Mainz Hbf                     | ●             | ●             |               | ▲             | ∥               | ▲               | ∥              | ▲              |
| 西ドイツ | ヴィースバーデン中央駅                       | ∥             | ∥             |               | ∥             | ▼               | ∥               | ▼              | ∥              |
| 西ドイツ | フランクフルト中央駅                         | ●             | ●             |               | ▲             | ●               | ●               | ●              | ●              |
| 西ドイツ | アシャッフェンブルク中央駅 Aschaffenburg Hbf |               |               |               |               | ▼               |                 |                |                |
| 西ドイツ | ヴュルツブルク中央駅 Würzburg Hbf            |               |               |               |               | ▼               |                 |                |                |
| 西ドイツ | ニュルンベルク中央駅 Nürnberg Hbf            |               |               |               |               | ▼               |                 |                |                |

| ●    | ▲                        | ▼                    | ｜   | ∥        |
| ---- | ------------------------ | -------------------- | ---- | -------- |
| 停車 | アムステルダム行のみ停車 | ドイツ方面行のみ停車 | 通過 | 経由せず |

## 車両・編成

### 気動車

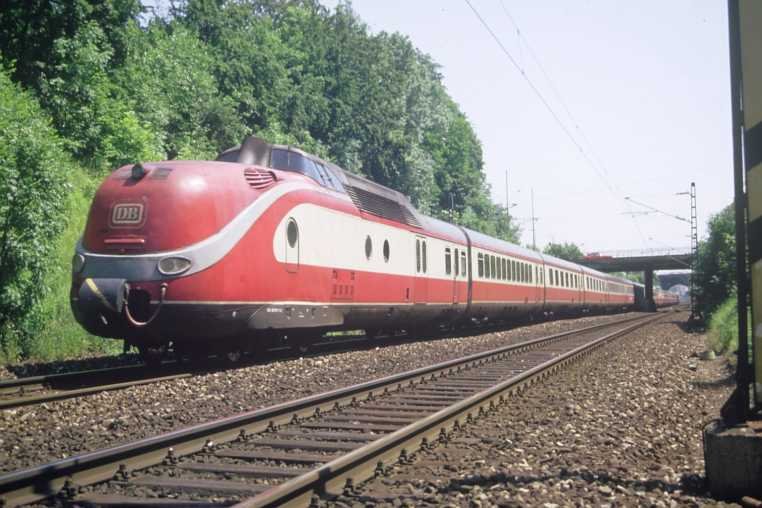
VT11.5形気動車（写真はTEE運用から退いた後）

1953年の運行開始時から、ライン・マインは西ドイツ国鉄のVT08.5形気動車を用いていた。
1957年6月2日のTEE化時にはTEE専用車両であるVT11.5形に置き換えられる予定であったが、製造が間に合わずVT08.5形がそのまま用いられた。VT11.5形が用いられたのは同年12月1日からである。VT11.5形は7両編成（両端の動力車には客席がないため、客車は5両）または8両（客車6両）編成で用いられ、一つの編成がフランクフルト - アムステルダム間を一日一往復した。

### 客車
1967年5月28日から「ライン・マイン」は電気機関車牽引の客車列車となった。客車は1962年以降F-Zug「ラインゴルト」などに用いられているのと同じ形式（通称ラインゴルト型）のもので、西ドイツ国鉄担当のTEEおよび後のインターシティの標準的な車両である。
フランクフルト-アムステルダム間を直通するのは一等コンパートメント車1両、一等開放座席車1両、食堂車1両の3両で、西ドイツ国内のフランクフルト - エメリッヒ間では一等車2両がこれに加わった。曜日によってはフランクフルト - ボン間でさらに3両が増結された。アムステルダム発着の車両はTEEレンブラント（アムステルダム - ミュンヘン）と共通の運用であり、フランクフルト - アムステルダム - ミュンヘン（1両はバーゼル） - アムステルダム - フランクフルトの行程を2日で一順した。
1971年9月のインターシティ網創設以降、TEEライン・マイン（ヴァン・ベートーヴェン）の客車は他のTEEやインターシティとともに複雑な運用が組まれた。例えば1971年-72年冬ダイヤでは、アムステルダム発着の客車3両は以下のように5日周期で運用された。
| 日    | 列車                                             | 区間                            | 系統    |
| ----- | ------------------------------------------------ | ------------------------------- | ------- |
| 第1日 | TEE22 ライン・マイン                             | フランクフルト → アムステルダム |         |
| 第1日 | TEE11 レンブラント                               | アムステルダム → ミュンヘン     |         |
| 第2日 | TEE10 レンブラント                               | ミュンヘン → アムステルダム     |         |
| 第2日 | TEE23 ライン・マイン                             | アムステルダム → ボン           |         |
| 第3日 | IC145 ポルタ・ヴェストファリカ(Porta Westfalica) | ボン → ハノーファー             | IC2号線 |
| 第3日 | IC129 ヘレンハウゼン(Herrenhausen)               | ハノーファー → ミュンヘン       | IC2号線 |
| 第4日 | IC114 メルクール(Merkur)                         | ミュンヘン → ハンブルク         | IC1号線 |
| 第5日 | IC175 オットー・ハーン(Otto Hahn)                | ハンブルク → バーゼル           | IC3号線 |
| 第5日 | IC178 メリアン(Merian)                           | バーゼル → フランクフルト       | IC3号線 |

ドイツ方面行では1976年にアムステルダム - ニュルンベルク間を一等車2両が直通するようになったが、1978年からは同区間の直通車両は1両のみとなった。またこのときはアムステルダム - エメリッヒ間で西ドイツ国鉄所有の郵便車1両が併結された。
1978年からはフランクフルト - ニュルンベルク間で西ドイツ国鉄のインターシティ用二等車を含む編成となり、1979年からは全区間で二等車を連結した。なおこの時もアムステルダム発着の一等車はTEEレンブラントと共通の運用だった。

### 機関車
アムステルダム - エメリッヒ間ではオランダ国鉄の1100形(1100)または1300形(1300)電気機関車がライン・マイン、ヴァン・ベートーベンを牽引した。エメリッヒ以南では西ドイツ国鉄のE10.12型（112型）電気機関車(DB-Baureihe E 10.12)が用いられた。1971年からは西ドイツ国内では103型電気機関車が用いられることもあった。